# Идентификация Борна (роман)
«Идентификация Борна» (также «Тайна личности Борна», англ. The Bourne Identity) — роман писателя Роберта Ладлэма, бестселлер, изданный в 1980 году.

## Сюжет
В Средиземном море найден таинственный человек, который придя в себя понимает, что ничего не помнит. Однако события, которые стремительно разворачиваются вокруг него, заставляют его рискнуть и узнать тайну своей личности. В этом ему поможет Мари Сен-Жак, а мешать же Борну будут сотрудники ЦРУ, а также его заклятый враг Карлос Шакал…

## Основные персонажи
- Джейсон Борн (Дэвид Уэбб) — человек потерявший память, специальный агент ЦРУ.
- Мари Сен-Жак — канадка, помощница Борна.
- Джек Маннинг — один из высокопоставленных людей ЦРУ.
- Карлос Шакал — наёмный убийца, конкурент и враг Борна.
- Алекс Конклин — сотрудник ЦРУ, бывший друг Дэвида Уэбба